# Giardino zoologico Attica
Il giardino zoologico Attica è uno zoo istituito nella città di Spata-Artemida, in Grecia, fondato nel 2000, copre un'area di 200000 m².

## Storia
Inaugurato nel maggio del 2000 come parco dedicato agli uccelli, conta all'incirca 1100 esemplari di 300 specie diverse, classificandosi come il terzo parco col più grande numero di uccelli in tutto il mondo.
Il rettilario è stato aggiunto nell'aprile del 2001, seguito dall'inserimento di fauna endemica della Grecia nel 2002, per poi aggiungere l'anno seguente, esemplari tipici della Savana africana, ampliandola sempre più negli anni a venire.
Nel 2010 viene inaugurato il delfinario.

## Spettacoli
Dal 2005, lo zoo ha cominciato a organizzare spettacoli giornalieri con uccelli rapaci. Nel 2010, con l'inaugurazione del delfinario, negli spettacoli vengono impiegati leoni marini e delfini. Lo Zoo dell'Attica è aperto tutti i giorni dalle 9:00 a.m. alle 6:30 p.m.

## Controversie
Nel giugno del 2010, con l'inaugurazione del delfinario, sono stati acquistati 11 delfini dall'Istituto marino lituano. Nel 2011 il partito dei Verdi Ecologisti, contrario allo sfruttamento degli animali, porta in tribunale il Giardino zoologico Attica, riuscendo per un breve periodo a sospendere e chiudere al pubblico il delfinario.
Il giudice greco incaricato, dopo alcuni mesi, ha emesso la decisione dichiarandosi non competente nel giudicare il caso, rendendo di fatto di nuovo operativo il delfinario.

## Galleria d'immagini

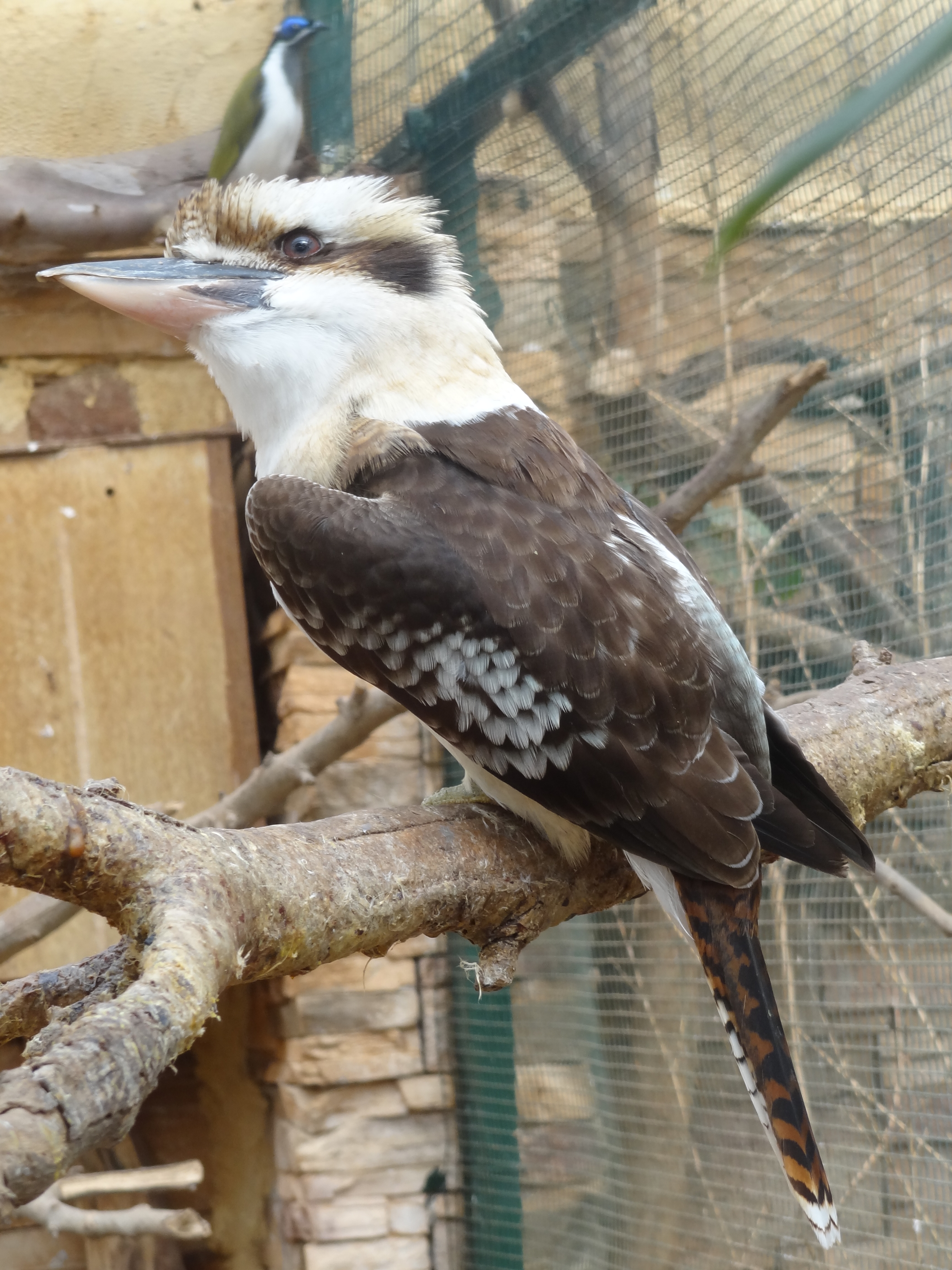
Kookaburra sghignazzante
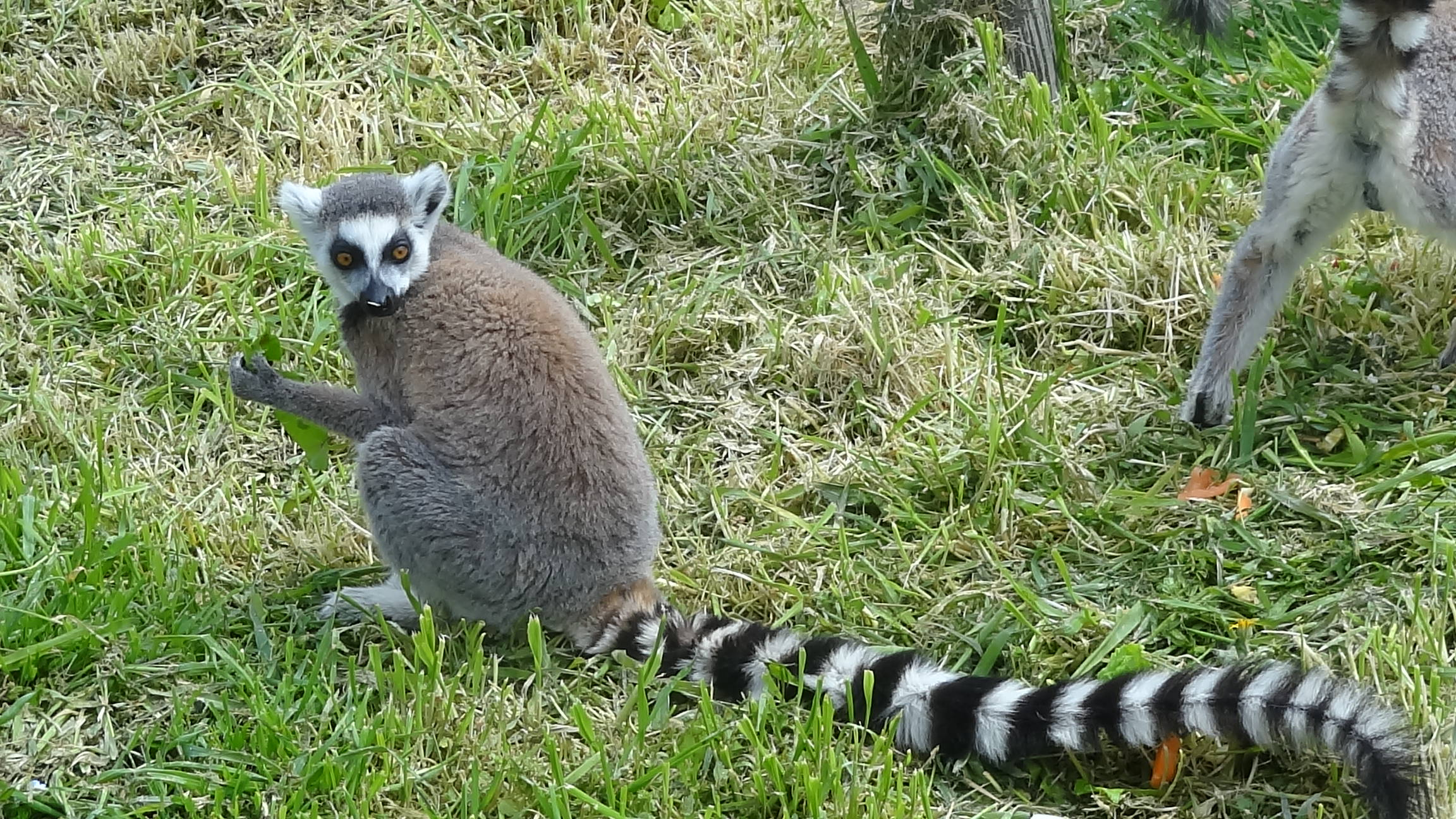
Lemure dalla coda ad anelli
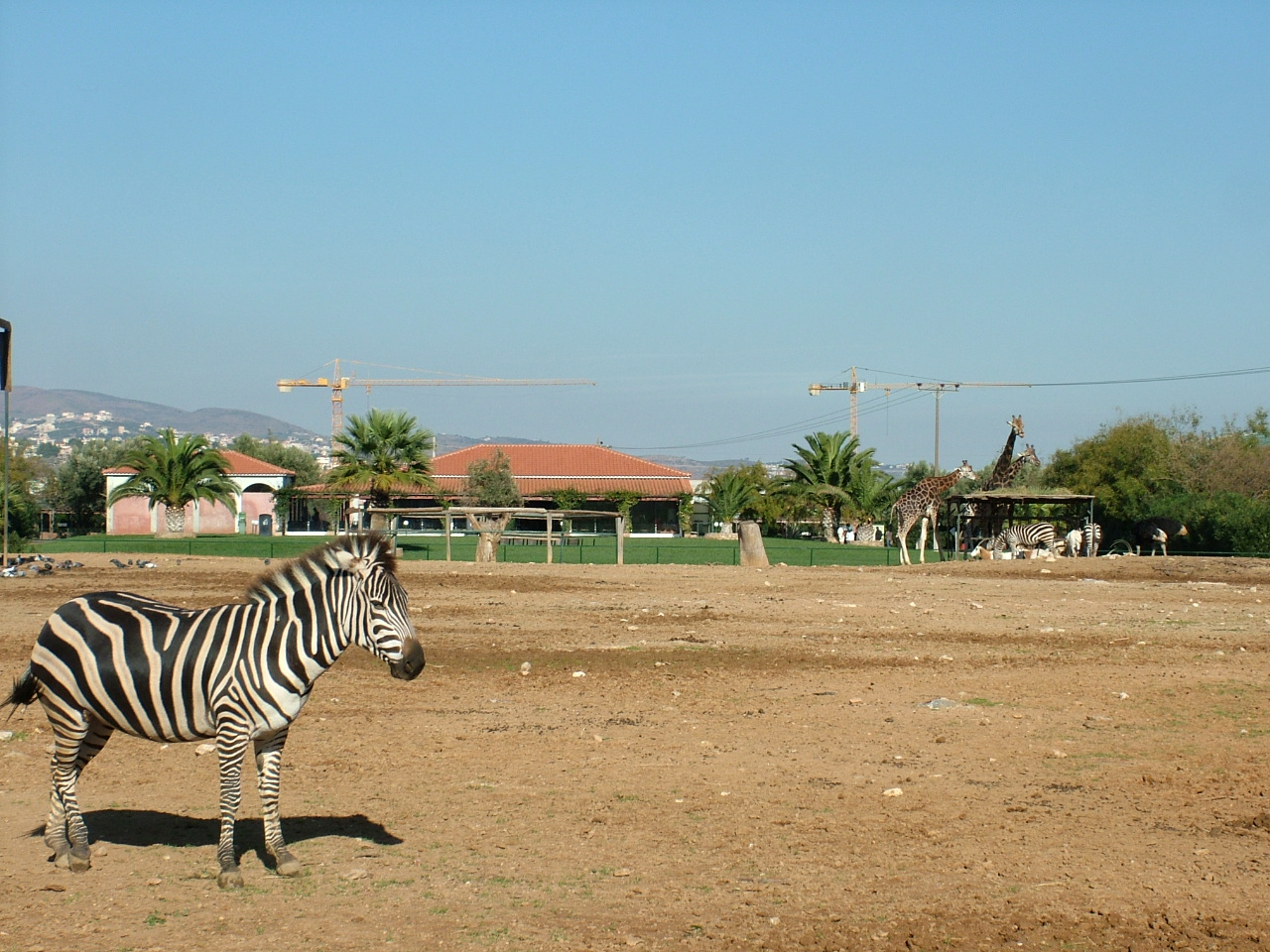
Area savana con Zebre e giraffe